# کورینتو (کائوکا)
کورینتو (کائوکا) (به اسپانیایی: Corinto, Cauca) یک سکونتگاه مسکونی در کلمبیا است که در بخش کائوکا واقع شده‌است.